# Oxychora candidicosta
Oxychora candidicosta är en fjärilsart som beskrevs av Louis Beethoven Prout 1933. Oxychora candidicosta ingår i släktet Oxychora och familjen mätare. Inga underarter finns listade i Catalogue of Life.